# Máximo Serdán
Máximo Serdán Alatriste (7 de mayo de 1879-18 de noviembre de 1910) fue el hermano menor de la familia Serdán Alatriste, conocido por haber participado en los hechos ocurridos el 18 de noviembre de 1910, previos al inicio de la Revolución Mexicana.

## Biografía
Nació en la Ciudad de Puebla el 7 de mayo de 1879, hijo de Manuel Serdán Guanes y de doña María del Carmen Alatriste Cuesta, hija del
célebre gobernador liberal Miguel Cástulo Alatriste.
Los hermanos Serdán crecieron cuando murió su padre, ante esto su madre tuvo muchas dificultades para
continuar con la manutención de su familia, pero a pesar de las dificultades, intentó procurarles la mejor educación posible: Carmen Serdán y Natalia Serdán acudieron al Colegio Teresiano, y Aquiles Serdán y Máximo al Franco-Anglo-Mexicano de la Ciudad de Puebla. 
Cuando su hermana Natalia contrajo matrimonio con Manuel Sevilla, recibió de regalo de bodas, una casa ubicada en la Calle de la Portería de Santa Clara No. 4 (actual 6 oriente 206) y junto a su madre, Máximo se fue a vivir con ellas. 
Se asoció con su hermano Aquiles en el establecimiento de un local de zapatos, y la venta y distribución de estos productos en la región de Puebla y Tlaxcala.

## Activismo Antirreeleccionista
Al igual que su hermano, ambos compartían ideales liberales, y simpatizaron con las ideas vertidas por Francisco I. Madero en su libro "La sucesión Presidencial en 1910". Aquiles inició entonces una correspondencia con el nuevo astro político y, por sugerencia del propio Madero, fundó el Club Antirreeleccionista "Luz y Progreso", cuyos miembros eran, en su mayoría, obreros de las fábricas de hilados y tejidos de la región.
Máximo apoyó a su hermano, aunque no con la misma intensidad y vehemencia ya que continuó trabajando en el negocio familiar.
Perseguido continuamente por el jefe de la policía local, Miguel Cabrera y por el jefe Político de Puebla, Joaquín Pita, Aquiles Serdán estuvo preso en la cárcel los tres últimos meses de 1909. Tras los comicios de 1910 y la posterior marcha de Aquiles hacia los Estados Unidos, con el objetivo de entrevistarse con Madero para obtener instrucciones para liderar el levantamiento en la Ciudad de Puebla, que habría de iniciarse conforme al Plan de San Luis, el 20 de noviembre de 1910. 
El armamento comprado en la Ciudad de México, fue almacenado en la casa de la familia Serdán. Alertados sobre el complot, las autoridades locales comenzaron a investigar, cateando domicilios y arrestando a cualquier sospechoso que pudiera declarar. El cerco sobre la figura de Aquiles Serdán iba cerrándose y era inminente su detención.

## La Balacera de la Portería de Santa Clara
La mañana del 18 de noviembre de 1910 el jefe de la policía, Miguel Cabrera y sus hombres, se dirigieron a la casa de la Familia Serdán con el objetivo de hacer un cateo, Cabrera intentó arrestar por la fuerza a Aquiles, pero Cabrera resultó muerto de un tiro en la entrada de la casa. El mayor Modesto Fregoso fue capturado y el resto de la guardia salió hacia la calle a solicitar refuerzos. 
Ante la inminente llegada del Batallón Zaragoza, los antirreleccionistas se organizaron para la defensa. Aquiles y Máximo Serdán se apostaron en la azotea, apoyados por Rosendo Contreras, Manuel Paz y Puente, Vicente Reyes, Clotilde Torres, Manuel Méndez, Miguel Patiño, Fausto Nieto, Manuel Velásquez, Juan Sánchez, Carlos Corona, Andrés Cano, Miguel Cruz, Francisco Sánchez, Epigmenio Martínez y Luis Teyssier.
La balacera comenzó alrededor de las 8:00 de la mañana, tras media hora de combate, Aquiles y Carmen descendieron al segundo nivel para proteger el frente de la casa. Los Rurales se parapetaron entre ruinas de las torres del cercano templo de San Cristóbal y el frente de la casa mientras el Batallón Zaragoza disparaba desde los altos del Hotel Barcelona.
Los defensores de la casa arrojaron bombas caseras en contra de las tropas federales, pero nada pudieron hacer para hacerles retroceder. Carmen subió a la azotea para reabastecer a los combatientes, encontrándose con que la gran mayoría ya habían sido abatidos. Entre los tinacos se encontró con Máximo y Manuel Méndez, quien se encontraba herido y les repartió el parque que traía. Carmen intentó persuadir a Máximo de descender a la casa para protegerse, ya que se había quedado prácticamente solo, sin embargo Máximo le pidió que bajara a buscar más municiones.

## Muerte
A las 11:30 de la mañana, las tropas nacionales lograron apoderarse de la azotea de la casa, matando a tiros a Máximo quien defendió su posición hasta el final.
Tras estos trágicos eventos, sus restos y los de su hermano, Aquiles fueron exhibidos en el exterior de la Comisaría de Policía para escarnio público. Su hermana mayor, Natalia hizo los esfuerzos necesarios para darles sepultura en el Panteón Municipal de la Ciudad de Puebla. Actualmente sus restos y el de sus hermanos Aquiles y Carmen descansan en la que fuera su casa, hoy convertido en el Museo Nacional de la Revolución, en Puebla.

## Legado
En los años 70 del siglo XX sus restos, junto con los de sus hermanos Aquiles y Carmen, fueron trasladados al Mausoleo erigido en su honor en la Ciudad de Puebla. En el mes de enero de 2013 se postuló su inscripción con letras de oro en el Muro de Honor del Congreso del Estado de Puebla.
A partir del 6 de mayo de 2018 los restos de los hermanos Carmen, Aquiles y Máximo descansan en el que fuera el hogar de los Serdán: la casona de la calle de Santa Clara(hoy Calle 6 Oriente), en el centro de la ciudad, hoy Museo Regional de la Revolución Mexicana.